# 일본가문비나무
일본가문비나무(학명: Picea alcoquiana)는 소나무과 가문비나무속에 속하는 구과식물 큰키나무로, 일본 열도에 집중적으로 분포한다.